# Stazione di Kiryū
La stazione di Kiryū (桐生駅?, Kiryū-eki) è una stazione ferroviaria della città di omonima, nella prefettura di Gunma gestita dalla JR East e capolinea della privata ferrovia Watarase Keikoku.

## Linee
JR East
■ Linea Ryōmō
Ferrovia Watarase Keikoku
■ Ferrovia Watarase Keikoku

## Struttura
La stazione è realizzata su viadotto e dispone di due marciapiedi a isola con quattro binari totali. Alcuni treni provenienti da Oyama e Takasaki hanno origine o termine in questa stazione.
| Binario | Linea                       | Destinazioni principali                     |
| ------- | --------------------------- | ------------------------------------------- |
| 1       | ■ Ferrovia Watarase Keikoku | per Ōmama, Ashio e Matō                     |
| 2       | ■ Linea Ryōmō               | Ashikaga, Sano e Oyama                      |
| 3-4     | ■ Linea Ryōmō               | Isesaki, Maebashi, Shin-Maebashi e Takasaki |

## Stazioni adiacenti
| «                         | Servizio    | »             |
| Linea Ryōmō               | Linea Ryōmō | Linea Ryōmō   |
| ------------------------- | ----------- | ------------- |
| Iwajuku                   | -           | Omata         |
| Ferrovia Watarase Keikoku |             |               |
| Capolinea                 | -           | Shimo-Shinden |